# Wegestock Albert-Schweitzer-Straße

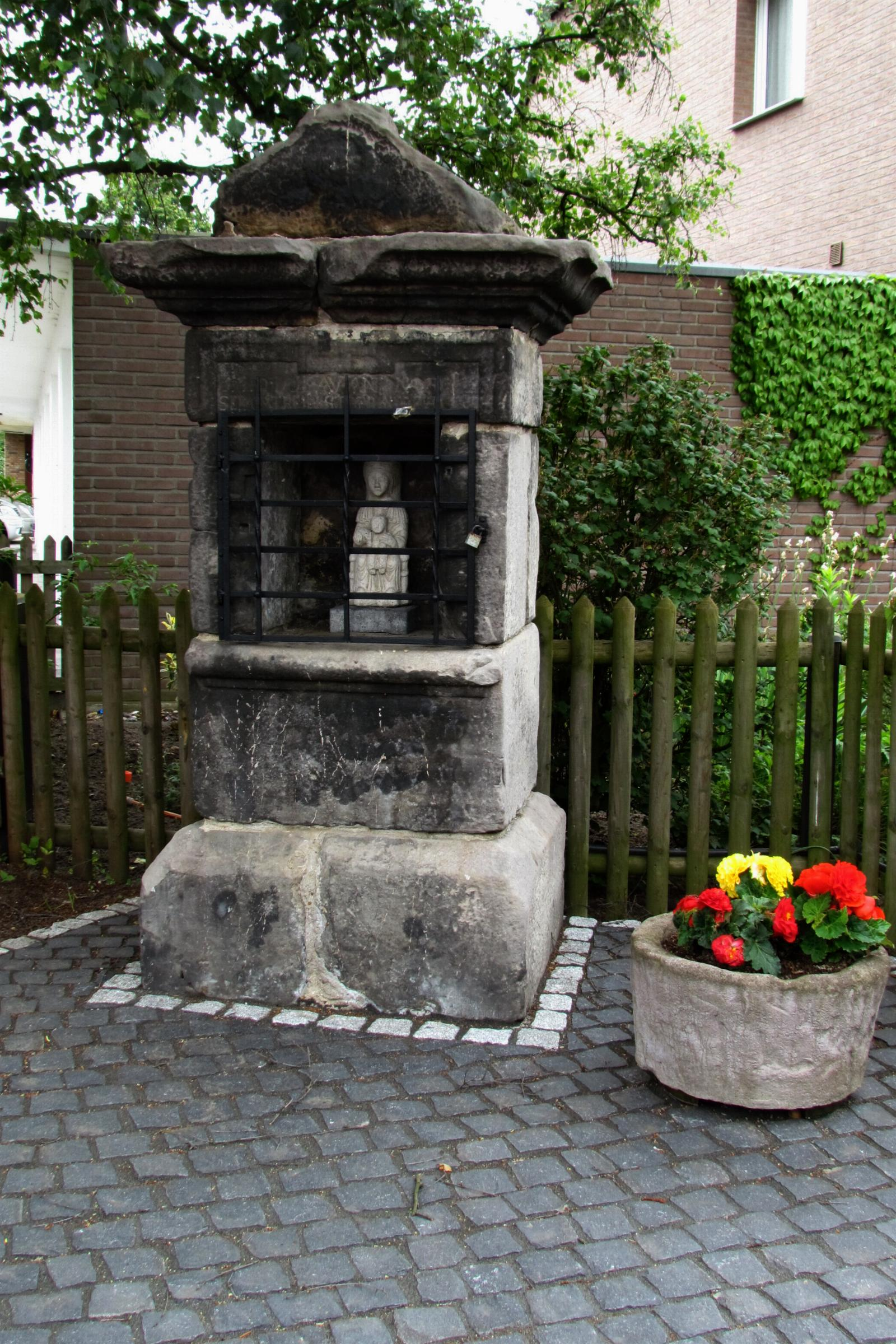
Wegestock

Der Wegestock Albert-Schweitzer-Straße steht im Stadtteil Kleinenbroich in Korschenbroich  im Rhein-Kreis Neuss in Nordrhein-Westfalen.
Der Wegestock wurde um 1860 erbaut und unter Nr. 034 am 27. August 1985 in die Liste der Baudenkmäler in Korschenbroich eingetragen.

## Architektur
Der Bildstock wurde aus Sandstein gefertigt.  Er steht auf einem quadratischen Grundriss mit einer quadratischen Nische. Das Kreuz fehlt.